# Vysílač OMA
Vysílač OMA byl československý vysílač přesného času a kmitočtu, který vysílal signál na dvou nezávislých kmitočtech a to OMA 50 kHz a OMA 2 500 kHz.
Řízení vysílání stanic OMA bylo z Ústavu radiotechniky a elektroniky Československé akademie věd v Praze (dnes Ústav fotoniky a elektroniky Akademie věd České republiky), kde byly a stále jsou cesiové atomové hodiny, ze kterých je odvozována časová stupnice pro ČR ve vztahu k UTC (světový koordinovaný čas). Tyto hodiny poskytují mimo jiné velmi stabilní kmitočet, který byl využit pro nosné vysílací kmitočty 50 a 2500 kHz.
Stabilní kmitočty z etalonu byly dále využívány i pro odvozování rozkladových kmitočtů (snímkové, řádkové, barvonosné) pro analogovou televizi a tak každý televizní přijímač byl sekundárním zdrojem etalonového kmitočtu. Dnes se používá pro jiné účely. Kabelovým vedením je mimo jiné etalon propojen i s mezinárodní telefonní ústřednou v Praze či s Českou televizí na Kavčích horách.
Vysílání OMA50 začalo v dubnu 1958 a Československo tak bylo prvním státem, který šířil časový signál bezdrátově. Od ledna 1969 začala OMA šířit signál v mikrosekundové shodě se světovým časem UTC.
Asi od roku 1975(7) bylo zavedeno pro stanici OMA50 klíčování fáze nosné, která se nepravidelně během minuty otáčela na 100 ms skokem o 180 stupňů a spolu se sekundovým přerušováním nosné, tak vzniklo časové vysílání, které ve střední Evropě (spolu s DCF77 i s jinými) bylo provozováno.

## Vysílání a příjem
Vysílání probíhalo pro stanici OMA 50 ze stanoviště Liblice A (u Českého Brodu) a jako náhradní stanoviště z Poděbrad.
Výkon obou vysílačů nebyl srovnatelný. Vysílač Poděbrady vysílal výkonem pouhých asi 50 W do stožárové antény naproti tomu ze stanoviště Liblice se vysílalo větším výkonem asi 35 (50) kW do T antény. Horší situace byla při vysílání z Poděbrad, protože signál byl slabý a nekvalitní (zvlášť při dálkovém příjmu). Právě i také tato skutečnost se určitou mírou podílela na ukončení vysílání, protože zájem o vysílání upadal.
Předpokládaný dosah vysílače OMA50 se odhadoval asi na 1 500 km a lze říct, že vysílač měl přibližně podobný dosah jako má dnes stanice DCF77, samozřejmě pokud vysílalo větším výkonem z Liblic u Českého Brodu.
Hlavní účel a použití vysílání bylo:
- Vysílání nosného kmitočtu, který poskytoval sekundárním zdrojům kmitočtu stabilní kmitočtovou referenci pro vlastní dlouhodobou stabilitu (v zasynchronizovaném stavu) například pro AM vysílače v pásmech DV, SV, KV, které pak šířily svůj vysílací kmitočet se zavěšením na tento etalon s velmi velikou přesností a stabilitou.
- Klíčováním nosné vlny vznikly časové značky, které sloužily jako kompletní časová a kalendářní informace pro rádiem řízené hodiny a časové ústředny.

### Kódování časových značek-modulace

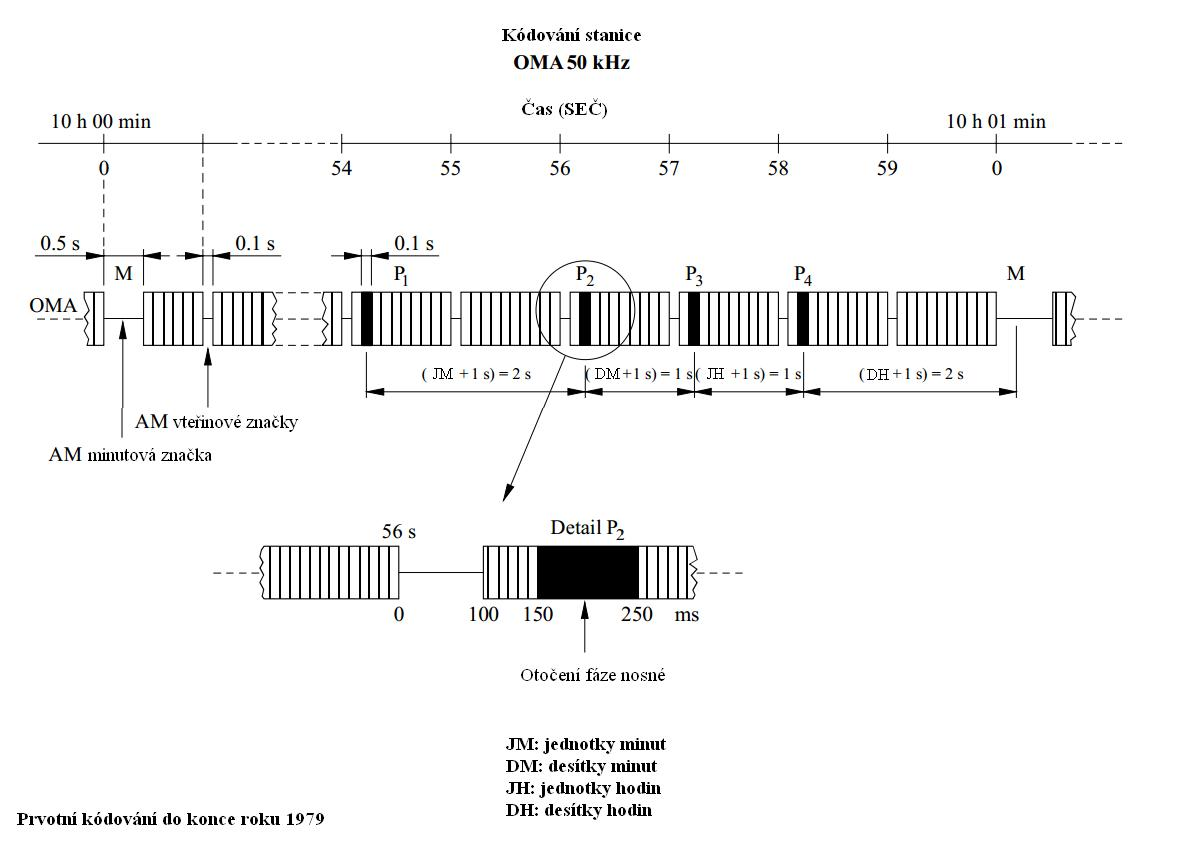
Časový kód OMA

V první řadě je nutné říct, že se často chybně srovnává způsob kódování stanice OMA50 se stanicí DCF77.
Kódování časových značek stanice DCF77 je provedeno poklesem amplitudy nosné na 25 % s proměnnou délkou a to buď na 100 nebo 200 ms a přenášená informace je číselně ve formě BCD kódu, kdežto OMA byla kódována v lineárním kódu, kde počet sekundových impulsů mezi dvěma fázovými změnami nosné přímo určoval velikost informace.
Zabezpečení kódu OMA nebylo žádné, kdežto DCF využívá paritní bity. Správnost kódu OMA se zabezpečoval kontrolou dvou po sobě jdoucích značek v následující minutě dále dekodér OMA vyžadoval přesný vlastní oscilátor s fázovým závěsem, DCF dekodér žádný oscilátor nepotřebuje. Způsob označení začátku minuty je u DCF chybějící 59 sekundou, u OMA byl začátek označen přerušením nosné na 500 ms.
Obě stanice OMA byly modulovány amplitudovou modulací s hloubkou 100 % (tzn. že docházelo k úplnému přerušení nosné) na dobu 100 ms každé začínající sekundy. Bylo to tedy 60 tiků za minutu a každý tik měl délku 100 ms. Začátek minuty byl ohraničen tikem dlouhým 500 ms tedy 5krát delším než sekundový tik.
Stanice OMA 50 byla navíc klíčovaná fázovou modulací (asi od roku 1975(7)) a to skokem fáze nosné vlny 50 kHz o 180 stupňů, tzn. že v signálu byly obsaženy dvě informace (pravidelné přerušování nosné na 100{500ms} a fázové změny nosné).
Princip kódování vysílaných informací spočíval v tom, že fázové změny v nosné vlně ohraničovaly následující vysílanou informaci např. interval DESÍTKY MINUT a počet sekundových tiků určoval jejich počet, pak následoval buď další fázový skok, který určoval další vysílané údaje např. JEDNOTKY MINUT nebo následovalo přerušení nosné vlny minutovou značkou na 500 ms a došlo k přepsání načtených nových časových značek údajů např. na displeji hodin.
Fázové skoky nosné byly umístěné (v letech od 1975 do 31. 12. 1979) v intervalu asi 150 – 250 ms od příslušného sek. intervalu. Byly celkem čtyři, protože v začátcích kódovaného vysílání se vysílal pouze čas ve formátu HH:MM (SEČ) a na to stačily čtyři fázové změny nosné. Schéma tohoto kódování je na obrázku.
Během tohoto období se začalo s konstruováním prvních rádiem řízených hodin na území ČSSR.
Od 1. 1. 1980 dochází k rozšíření vysílané informace o datum, den v týdnu, měsíc a dále o informaci zda byl v ČSSR letní čas či nikoliv. Tato informace byla vhodně zakódována v čase. Další podstatná změna byla ta, že vysílané časové značky byly ve světovém čase UTC a ten se liší od občanského času o jednu hodinu při SEČ a o dvě hodiny při SELČ.
Fázové impulsy značek pro čas HH:MM byly nově v intervalu 200 – 300 ms od příslušné sekundové značky. Fázové impulsy pro kalendářní údaje byly v intervalu 300 – 400 ms od příslušné sekundové značky.
Tento stav kódování značek vydržel až asi do roku 1990 kdy dochází k dalšímu rozšíření přenášené informace. Nově se přenášela informace o okamžitém místě vysílání LIBLICE/PODĚBRADY, informace o posunech v časové stupnici a poslední dvojčíslí roku.
Otáčení nosné 50 kHz pro tyto informace bylo v intervalu 400 – 500 ms. Dále byla nosná jednou za den na několik sekund amplitudově modulována kmitočtem 20 Hz (tzv. denní korekce).
Podle toho na jaký ze tří intervalů fázových impulsů jsme se v dekodéru zaměřili tak podle toho se dekódovala výstupní informace. Velikost jednotlivých údajů udával počet sekundových přerušení nosné (100 ms) mezi fázovým otáčením nosné. Velikost značek pro ČAS byla vždy o jednotku vyšší například 0 hodin byl 1 impuls, 1 hodina byly 2 impulsy (sekundy) mezi otáčení nosné atd.
Stanice OMA2500 nebyla fázově modulována.

### Celková bilance vysílání
Vysílání OMA nebylo využíváno pouze k řízení hodin a časových ústředen, ale i jako kmitočtový normál, který se používal k synchronizaci např. budičů AM vysílačů a dalších zařízení, které vyžadovaly přesný kmitočet pro svoje funkce (kmitočtové ústředny pro astronomická měření apod.). Jeho význam byl i za hranicemi ČSSR.
Větším technickým problémem byl způsob dekódování časových značek.
Dekodér hodin vyžadoval vlastní krystalový oscilátor s fázovým závěsem, se kterým se porovnávala nosná 50 kHz a tím se vyhodnocovaly fázové skoky nosné, to při stavu elektrotechniky v ČSSR v 70. – 80. letech nebyl jednoduchý a hlavně levný úkol. Dekodér i pro obyčejné domácí hodiny byl drahý, rozměrný a často i poruchový. Nebylo proto možné levně vyrábět zařízení, která by signál využívala.
Při porovnání složitosti dekodéru OMA a DCF lze usuzovat, že se obecně signál DCF prosadil také kvůli tomuto faktu, kdy dekódování DCF nebyl větší problém. K dispozici nebyl ani žádný speciální integrovaný obvod, který by uměl dekódovat signál OMA s minimem dalších součástek. Po radikální změně politické situace se po roce 1990 zájem o vysílání stále zmenšoval. Hlavní důvody úpadku zájmu o vysílání bylo: malý vysílací výkon což mělo na kvalitu signálu nepříznivý vliv, nepravidelné vysílání a drahý provoz vysílače což vyústilo v to, že vysílání v roce 1995 skončilo. Konkurenci silné, stabilní a jednodušší DCF77 bohužel neodolal.
V dobách socialismu byl provoz vysílače OMA podporován i celkovou protizápadní politikou, kdy oficiální a masivní využívání signálu západoněmecké DCF77 nebylo možné. Jediná možnost využití signálu OMA v domácích podmínkách byla amatérská stavba hodin podle návodů v odborných časopisech.
Využití signálu OMA se pro větší počet časoměrných výrobků neprosadilo, v době vypnutí vysílače se už dlouhou dobu výrobci časoměrné techniky orientovali hlavně na německou DCF77. V úzké spolupráci bylo vysílání OMA provozováno pro jednoho z největších odběratelů časového signálu a to pro podnik Pragotron Praha, který byl monopolním výrobcem časoměrných zařízení v ČSSR.
OMA2500 byla rovněž po roce 1990 vypnuta. Vysílač měl výkon asi 1 kW. Vysílání v krátkovlnném pásmu mělo nevýhodu v tom, že při dálkovém příjmu docházelo ke kolísání fáze nosné (specifické podmínky pro příjem KV) a rovněž docházelo k únikům a tedy velkému kolísání intenzity elektromagnetického pole v místě příjmu.